# Gullfisk
Gullfisk, formelt Type B og Type E, var en type sporvogn, der blev benyttes på Oslos sporveje. Kaldenavnet skyldtes vognene specielle strømlinjeformede udseende med en slags "hale".
Vognene blev bygget på Strømmens Værksted i Skedsmo og hos Skabo jernbanevognfabrik i Oslo mellem 1937 og 1939. Type B blev benyttet både til bytrafik og på forstadsbaner, mens Type E kun blev benyttet til bytrafik. De var de første sporvogne i Oslo af aluminium og de første bogievogne i bytrafik. Indtil 1964 var de desuden hurtigere end nogen anden sporvogn eller forstadsbane i Norge.
En Gullfisk var involveret i sporvognsulykken på Strømsveien i 1958, hvor fem personer omkom. Gullfiskene blev taget ud af drift i 1958.

## Bevarede vogne
- Prototype 163 - bevaret af Sporveismuseet Vognhall 5[3]
- E1 166 - bevaret af Sporveismuseet Vognhall 5[3]
- E1 170 - bevaret af Sporveismuseet Vognhall 5[3]
- E1 183 - bevaret af Sporveismuseet Vognhall 5[3]
- B1 185 - bevaret som arbejdsvogn 298 i Nordingå, Sverige
- B1 196 - bevaret af Sporveismuseet Vognhall 5[3]
- B1 198 - bevaret af en privatperson i Kouchi, Japan
- B1 199 - bevaret af Sporveismuseet Vognhall 5[3]